# The Belle of New York (film fra 1919)
The Belle of New York er en amerikansk stumfilm fra 1919 af Julius Steger.

## Medvirkende
| Skuespiller      | Rolle        |
| ---------------- | ------------ |
| Marion Davies    | Violet Gray  |
| Etienne Girardot |              |
| L. Rogers Lytton | Amos Gray    |
| Franklyn Hanna   |              |
| Raymond Bloomer  | Jack Bronson |
| Christian Rub    |              |
| Barbara Sabin    |              |